# Провулок Памви Беринди
Прову́лок Па́мви Бери́нди — провулок у Печерському районі міста Києва, місцевість Звіринець. Пролягає від Лейпцизької вулиці до тупика. Має відгалуження, яке виходить на вулицю Добровольчих батальйонів.

## Історія
Провулок виник у середині XX століття під назвою 665-й Новий. 
З 1955 року — частина провулку Панфіловців. 
Відокремлений (через перерву в проляганні провулку Панфіловців) під назвою провулок Михайла Реута на честь Михайла Реута, київського радянського партійного діяча, у 1965 році.
Сучасна назва на честь українського культурного діяча першої половини XVII століття Памви Беринди — з 2018 року.